# Kazuko Yoshiyuki

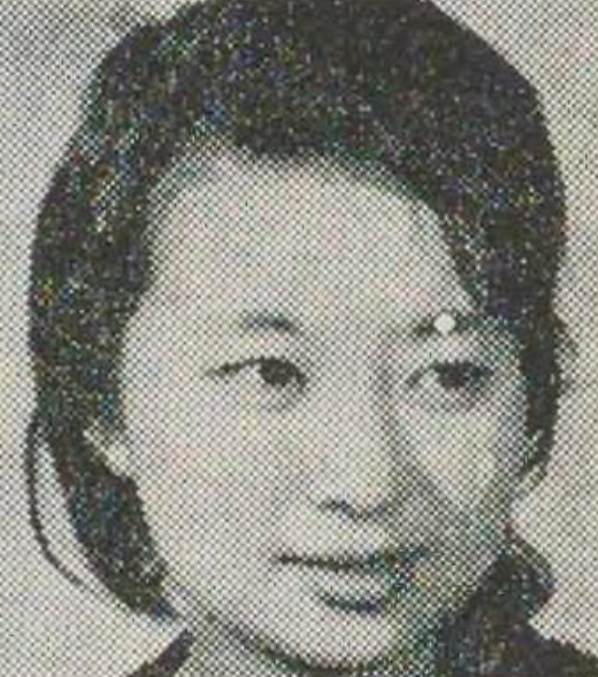
Kazuko Yoshiyuki (1962)

Kazuko Yoshiyuki (japanisch 吉行和子 Yoshiyuki Kazuko; * 9. August 1935 in Tokio, Japanisches Kaiserreich) ist eine japanische Filmschauspielerin und Synchronsprecherin.

## Leben
Kazuko war die älteste Tochter von Eisuke Yoshiyuki, einem Autor, und seiner Frau Aguri. Ihr älterer Bruder Yoshiyuki Junnosuke und ihre jüngere Schwester Rie Yoshiyuki sind Schriftsteller.
Seit ihrem zweiten Lebensjahr leidet sie an Asthma. Daher lebte sie für eine Luftveränderung häufiger bei ihren Großeltern in Okayama. 1954 schloss sie die Joshigakuen Girls High school in Tokio.

### Karriere
1955 begann sie als Schauspielerin in der Theatergruppe von Gekidan Mingei. 1977 hatte sie ihren Theaterdurchbruch als Anne Frank in Tagebuch der Anne Frank
Ihren ersten Film drehte sie 1955. 1959 gewann sie den Mainichi Eiga Concours als beste Nebendarstellerin und 2003 den Tanaka Kinuyo Award. 1979 war sie für den Japanese Academy Award als Beste Hauptdarstellerin und als Beste Nebendarstellerin in Im Reich der Leidenschaft sowie 2014 als Beste Hauptdarstellerin in Tōkyō kazoku.
Sie spielt auch in mehr als 100 verschiedenen Doramas mit.

## Filmographie (Auswahl)

### Kino
- 1959: My Second Brother – Kanako Hori
- 1962: Foundry Town – Fabrikarbeiterin
- 1974: Lady Snowblood 2: Love Song of Vengeance – Aya Tokunaga
- 1978: Im Reich der Leidenschaft – Seki
- 1978: Kaerazaru hibi[1]
- 1991: Chizuko’s Younger Sister
- 1999: Kikujiros Sommer – Großmutter von Masao
- 1999: Taboo – Matsu
- 2001: Lily Festival – Rie Miyano
- 2004: Tsuribaka Nisshi 15 – Nobuko Fukumoto
- 2004: J-Horror Theater Yogen – Satoko Mikoshiba
- 2005: Kamataki – Kariya Sensei
- 2006: Wool 100% – Kame
- 2007: Maiko Haaaan!!! – Satsuki
- 2007: Glory to the Filmmaker!
- 2008: Ponyo – Das große Abenteuer am Meer – Toki (Synchronstimme)
- 2008: Cyborg She – eine Großmutter von Jiro
- 2008: Departures – Tsuyako Yamashita
- 2008: 20th Century Boys – Mutter von Moroboshi
- 2008: Nokan – Die Kunst des Ausklangs – Tsuyako Yamashita
- 2011: Yuriko, Dasvidaniya – Yoshie Chujyo
- 2013: The Love and Death of Kaoru Mitarai – Kaoru Mitarai
- 2013: Tokyo Kazoku – Tomiko Hirayama
- 2014: Erinnerungen an Marnie – Nanny (Synchronstimme)
- 2016: The Firefly Summers
- 2016: The Book Peddler – Tome Miyoshi
- 2016: What a Wonderful Family![2]
- 2017: What a Wonderful Family! 2
- 2017: Miracles of the Namiya General Store
- 2017: Ajin – Demi-Human – Yamanaka
- 2017: Destiny: The Tale of Kamakura
- 2018: What a Wonderful Family! 3: My Wife, My Life
- 2018: A Forest of Wool and Steel – Kiyo Tomura
- 2019: The Landlady
- 2021: Omoide Shashin

### Fernsehen
- 1976: Kaze to Kumo to Niji to – Kera
- 1983: Tokugawa Ieyasu – Nene
- 1997: Aguri – Masako Hirayama
- 2016: The Sniffer